# Broadus Farmer
Broadus Baxter Farmer (* 1890 in Louisville/Kentucky, Vereinigte Staaten; † 24. April 1959 in Toronto) war ein kanadischer Geiger und Musikpädagoge.

## Leben
Der Bruder des Komponisten Ernest Farmer studierte in Toronto bei Lena Hayes, Jan Hambourg und Henri Czaplinski. Er unterrichtete von 1911 bis 1923 am Hambourg  Conservatory und dann bis 1932 am Toronto Conservatory of Music. 1932 eröffnete er in Toronto das Broadus B. Farmer Studio. In späteren Jahren unterrichtete er bei den Bedford Piano Studios in Hamilton. Zu seinen Schülern zählten u. a. Hyman Goodman, John Moskalyk, Albert Pratz, Ivan Romanoff, Bill Richards, Albert Steinberg und Carl Tapscott.

## Quelle
- Broadus Farmer. In: The Canadian Encyclopedia. (englisch, französisch).

| Personendaten    | Personendaten                        |
| ---------------- | ------------------------------------ |
| NAME             | Farmer, Broadus                      |
| ALTERNATIVNAMEN  | Farmer, Broadus Baxter               |
| KURZBESCHREIBUNG | kanadischer Geiger und Musikpädagoge |
| GEBURTSDATUM     | 1890                                 |
| GEBURTSORT       | Louisville (Kentucky)                |
| STERBEDATUM      | 24. April 1959                       |
| STERBEORT        | Toronto                              |